# Cewi Rawner
Cewi Rawner, pierwotnie Henryk Rawner (hebr. צבי רבנר; ur. 14 lutego 1950 w Świdnicy) – izraelski dyplomata, od kwietnia 2009 do września 2014 ambasador Izraela w Polsce.

## Życiorys
Urodził się w Świdnicy w rodzinie żydowskiej. W 1957 wraz z rodzicami wyemigrował do Izraela. W latach 1969–1972 odbył służbę wojskową, a w latach 1972–1976 studiował na Wydziale Komunikacji Mediów i Wydziale Literatury Hebrajskiej Uniwersytetu Telawiwskiego. Od 1977 jest związany z izraelskim Ministerstwem Spraw Zagranicznych.
W latach 1978–1980 był pracownikiem Departamentu Śródziemnomorskiego MSZ. W latach 1980–1983 pełnił funkcję pierwszego i drugiego sekretarza w Ambasadzie Izraela w Helsinkach, a w latach 1983–1985 pierwszego sekretarza i radcy politycznego w Ambasadzie Izraela w Bukareszcie. W latach 1985–1988 był radcą i wicedyrektorem Departamentu Europy Wschodniej przy MSZ, a w latach 1993–2001 i 2006–2009 dyrektorem Departamentu Europy Centralnej. Przez wiele lat pracował w Ambasadzie Izraela w Londynie, gdzie w latach 1988–1993 był radcą ministrem ds. public affairs, a w latach 2001–2006 ministrem pełnomocnym. Od kwietnia 2009 do września 2014 pełnił funkcję ambasadora nadzwyczajnego i pełnomocnego Izraela w Polsce.
Jest żonaty z Jehudit, malarką (ślub w 1973). Ma troje dzieci i dwoje wnuków.